# Hubert Górnowicz

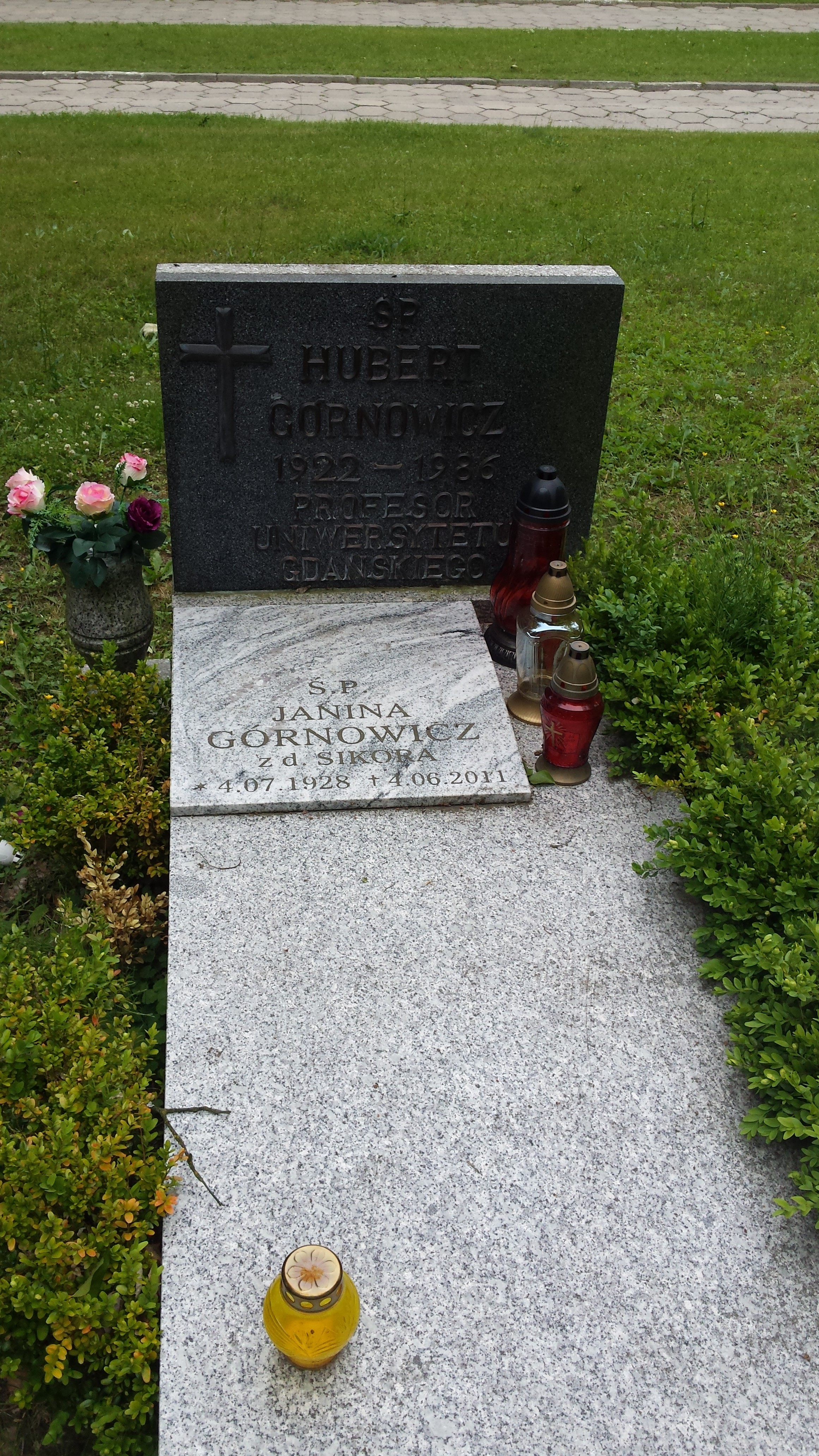
Grób prof. Huberta Górnowicza na Cmentarzu Srebrzysko w Gdańsku

Hubert Górnowicz (ur. 7 listopada 1922 w Gdańsku-Wrzeszczu, zm. 2 maja 1986 w Gdańsku) – polski językoznawca, prof. dr hab.

## Życiorys
W 1935 ukończył szkołę podstawową w Czersku. Uczęszczał do gimnazjum w Chojnicach, Poznaniu i Bydgoszczy. Na początku II wojny światowej został przejściowo aresztowany przez hitlerowców. Podczas okupacji niemieckiej pracował jako robotnik w fabryce w Bydgoszczy, gdzie kolportował także prasę podziemną. 
W sierpniu 1944 wstąpił we Francji do Polskich Sił Zbrojnych. Odniósł ranę w bitwie pod Falaise. W 1946, po ukończeniu Szkoły Podchorążych Łączności, został dowódcą plutonu łączności w 2 Brygadzie Strzelców Pieszych. 
W 1948 wrócił do Polski. W 1950 ukończył Liceum dla Dorosłych w Bydgoszczy, a w 1953 - studia polonistyczne na Uniwersytecie Mikołaja Kopernika w Toruniu. Przez dwa lata był prezesem Koła Naukowego Naukowców Polonistów przy UMK. Jako student zbierał materiały do „Małego atlasu gwar polskich”. Zadanie to kontynuował w ramach pracy w toruńskim ośrodku badań dialektologicznych PAN. Po zlikwidowaniu tej placówki w 1955 przeniósł się do Gdańska. W tym samym roku obronił pracę magisterską pt. „Fonetyka dialektu malborskiego” w Wyższej Szkole Pedagogicznej (WSP) w Gdańsku (promotor - Ludwik Wierzbowski), stając się w ten sposób pierwszym magistrem-polonistą w historii gdańskich uczelni. W 1960 obronił doktorat na Uniwersytecie Marii Skłodowskiej-Curie w Lublinie na podstawie pracy „Dialekt malborski” (promotor - Paweł Smoczyński). W 1969 habilitował się na UMCS na podstawie monografii „Studia nad rodowymi nazwami miejscowymi w języku polskim na tle innych języków słowiańskich”.
W 1969 Górnowicz został etatowym docentem w Katedrze Języka Polskiego WSP w Gdańsku. W 1974 otrzymał tytuł profesora nadzwyczajnego, w 1985 - zwyczajnego. W latach 1970–1973 pełnił funkcję wicedyrektora Instytutu Filologii Polskiej nowo powstałego Uniwersytetu Gdańskiego. W latach 1978–1981 był kierownikiem Zakładu Języka Polskiego, 1975-1978 - kierownikiem zaocznego Studium Doktoranckiego IFP. Wypromował około 100 magistrów i 12 doktorów. Był promotorem prac doktorskich, m.in. Edwarda Brezy, Genowefy Surmy, Jerzego Tredera. Sprawował także funkcje:
- członka Komitetu Językoznawstwa PAN (od 1972),
- delegata Polski w International Committe of Onomastic Sciences w Liège,
- członka kolegium redakcyjnego czasopisma „Onomastica” i „Poradnika Językowego”,
- przewodniczącego I Wydziału Nauk Społecznych Gdańskiego Towarzystwa Naukowego (GTN) (1975-1981),
- sekretarza Komisji Filologicznej GTN,
- sekretarza gdańskiego koła Towarzystwa Miłośników Języka Polskiego,
- redaktora serii „Pomorskie Monografie Toponomastyczne” wydawanej przez Gdańskie Towarzystwo Naukowe i Ossolineum[2].

Pochowany na gdańskim cmentarzu Srebrzysko (rejon IV, taras I, rząd 3, grób 26).
Jego imię nosi ulica w Gdańsku (dzielnica Orunia Górna-Gdańsk Południe).

## Działalność naukowa
Dorobek naukowy Górnowicza obejmuje 9 książek i około 250 rozpraw. W działalności naukowej skupiał się na dialektologii i onomastyce. Stworzył własną szkołę onomastyczną. Do jego najważniejszych publikacji należą:
- Dialekt malborski, t. 1. Fonetyka, fleksja i składnia, Gdańsk 1967, t. 2 Słownik, z. 1. A–O, Gdańsk
- Rodowe nazwy miejscowe Wielkopolski, Małopolski i Mazowsza Gdańsk 1968
- Studia nad rodowymi nazwami miejscowymi w języku polskim na tle innych języków słowiańskich. (Synteza) Gdańsk 1968
- Nazwy miast Pomorza Gdańskiego Wrocław 1978, wyd. 2.: 1998 (red. z Zygmuntem Brockim)
- Toponimia Powiśla Gdańskiego Gdańsk 1980
- Gewässernamen im Flussgebiet der unteren Weichsel (Nazwy wodne dorzecza dolnej Wisły) Mainz, Stuttgart 1985
- Toponimia powiatu starogardzkiego Wrocław 1985
- Wstęp do onomastyki. Skrypt uczelniany Gdańsk 1988
- Słownik nazwisk mieszkańców Powiśla Gdańskiego Gdańsk 1992

## Odznaczenia i wyróżnienia
- Krzyż Kawalerski Orderu Odrodzenia Polski (1975)
- Medal Komisji Edukacji Narodowej (1979)
- Odznaka honorowa „Zasłużony Pracownik Morza” (1973)
- Medal Uniwersytetu Gdańskiego (1984)
- Odznaka honorowa „Zasłużonym Ziemi Gdańskiej” (1970)
- nagroda Ministra Szkolnictwa Wyższego i Techniki (trzykrotnie)